# Joachim Cron
Joachim Antonín Cron, křtěný Antonius Michael Kristianus (30. září 1751 Podbořany – 20. ledna 1826 Osek u Duchcova), byl římskokatolický duchovní, osecký cisterciák a hudební skladatel. Byl také učitelem na teologické fakultě v Praze a po několik let byl děkanem této fakulty. Vedle Jakoba Trautzla, Benedikta Venusiho nebo Nivarda Sommera patří do skupiny velmi hudebně nadaných oseckých mnichů z přelomu 18. a 19. století.

## Život

### Mládí
Joachim Cron pocházel z velice prostých poměrů z městečka Podbořany. V útlém věku přišel o otce, a jelikož samotná matka nezvládala se o chlapce postarat, ujal se jej jeho strýc, učitel a varhaník při poutním kostele v Mariánských Radčicích. Zde se mladý Antonín měl možnost seznámit s cisterciáckým řádem, který radčické proboštství a poutní místo spravoval. Jako zpěvák radčického chrámového sboru se občas dostal také do nedalekého oseckého kláštera, kde tento sbor při slavnostních příležitostech vypomáhal s hudebním doprovodem bohoslužeb.
Po absolvování gymnázia mladý Cron dva roky studoval v Praze filosofii a následně se rozhodl pro vstup do armády. Několik let sloužil jako armádní úředník v Praze. V roce 1776 přijel do Oseka se svou snoubenkou a provedli společný koncert pro mnišskou komunitu. Návštěva kláštera na něj hluboce zapůsobila. Se snoubenkou se záhy poté rozešel, vrátil ji rodičům, a požádal oseckého opata o přijetí do cisterciáckého řádu. Téhož roku, dne 13. listopadu, přijal v oseckém klášteře mnišský hábit a řeholní jméno Jáchym (Joachim). Po dvouletém noviciátu složil časné mnišské sliby a byl poslán na studia do cisterciácké koleje Bernardinum v Praze. Roku 1782 byl vysvěcen na kněze a 21. září toho roku slavil primiční Mši svatou.

### Pedagogická činnost

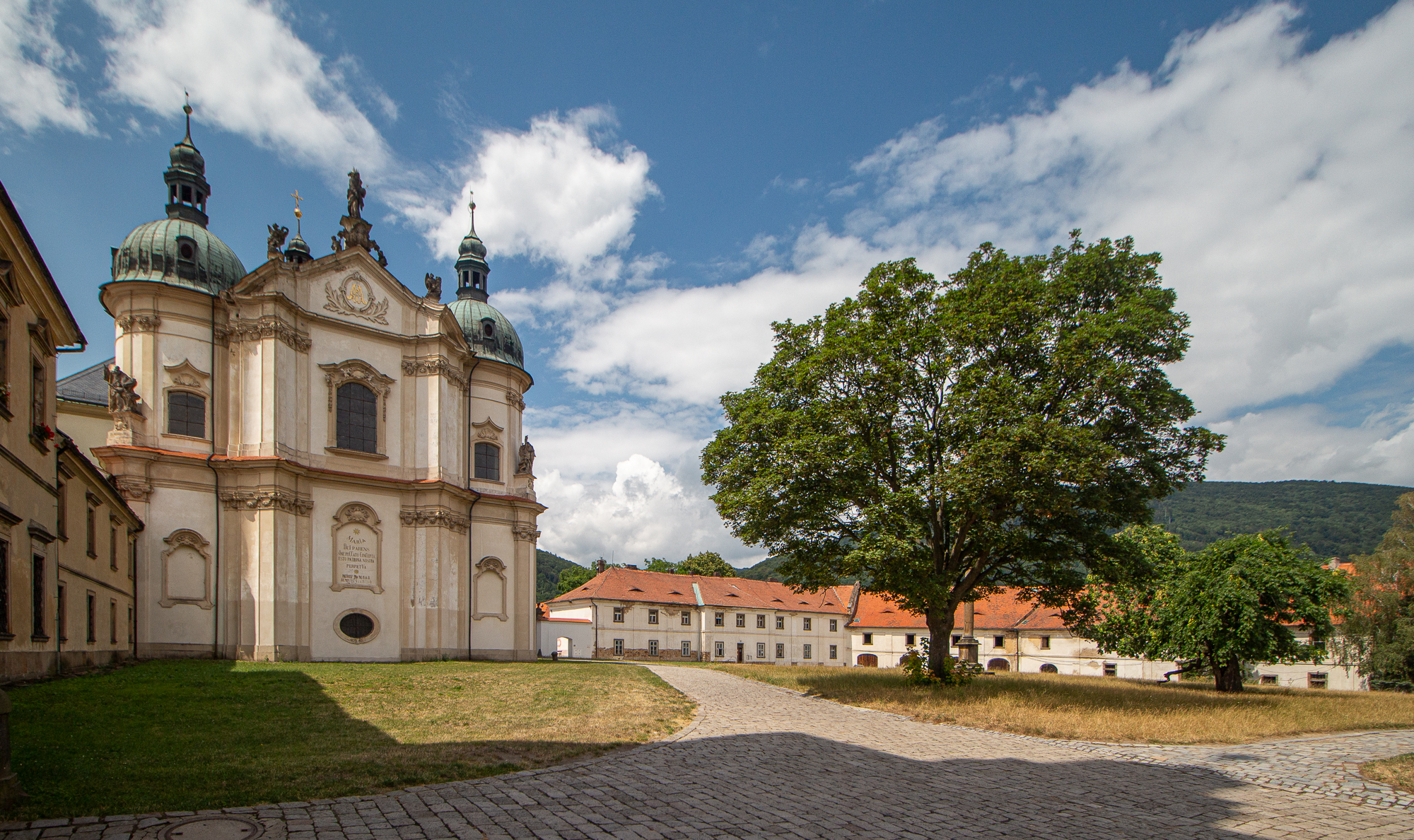
Cisterciácký klášter v Oseku

V letech 1783-1785 působil Joachim Cron jako ředitel osecké normální školy. V letech 1789–1793 vyučoval na gymnáziu v Chomutově. V říjnu roku 1795 získal hodnost doktora teologie. Poté vyučoval na domácím teologickém studiu v oseckém klášteře a také psal. Šlo zejména o práce z oboru církevních dějin. Knižně tehdy vyšla také některá z jeho kázání. V roce 1800 napsal spis Cassidorus, oder die Schulen, zabývající se obecně problematikou výuky. Od roku 1805 vyučoval pak na teologické fakultě v Praze, v letech 1807–1815 byl zároveň děkanem této fakulty. Pedagogické činnosti zanechal v roce 1822 a vrátil se do oseckého kláštera.

### Hudební dílo
Cron byl rovněž vynikající hudebník. Hudební lexikon Allgemeines historisches Künstler-Lexikon für Böhmen und zum Theile auch für Mähren und Schlesien strahovského premonstráta Bohumíra Jana Dlabače uvádí, že ovládal hru na klarinet a skleněnou harmoniku. V roce 1786 dokonce zorganizoval v pražském Nosticově divadle koncert na podporu pražské chudiny, na kterém sám vystupoval a měl u posluchačů značný úspěch. Kolem roku 1782 také napsal skladbu Operetta jocosa de Picorum captura, určenou pro mnišskou rekreaci, ve které uplatnil různé veselé motivy a svou zkušenost z vojenské služby. Pro novodobé provedení v roce 2011 operu zrestaurovali, přeložili a dokomponovali Jan Zástěra, Martin Budek a Miloslav Gloser.
Z jeho dalších hudebních děl je možno vzpomenout oslavné skladby k 50. výročí mnišských slibů oseckého opata Elbela, či ódu k návštěvě rakouské císařovny v Oseku v roce 1810.

### Závěr života
Od roku 1822 žil Cron jako penzista opět v klášteře v Oseku. Prožil zde poslední čtyři roky života.

## Dílo

### Vědecké práce
- Leichteste Methode, todte Sprachen zu erlernen
- Beirtrag zur Methodik der Kirchegeschichte (1795)
- Kirchengeschichte in Tabellen (1796)
- Cassidorus, oder die Schulen (1800)

### Kázání
- Primitzpredigten
- Wahrheiten an der ersten Stuffe des Altars angehende Preistern
- Rede bei der Siegesfeier am 17. April 1814 in der Stiftskirche der Cisterzienserabtei Osek
- Lobrede der Arbeitsamkeit und ihrer Beförderer
- Academico corona pace patriae adserta

### Hudební skladby
- Operetta jocosa de Picorum captura
- Laudon dem Festenbezwinger im Ton des Pindars gesungen
- Volkslied als der hochwürdigste und gnädigste Herr Herr Mauritius Elbel